# Harpacticella amurensis
Harpacticella amurensis är en kräftdjursart som beskrevs av Borutsky 1952. Harpacticella amurensis ingår i släktet Harpacticella och familjen Harpacticidae. Inga underarter finns listade i Catalogue of Life.